# Čtvrtý svět
Čtvrtý svět je označení pro národy, které nepřicházejí do kontaktu se zbytkem lidstva nebo s ním přicházejí do kontaktu minimálně. Liší se tak od „tří světů“, které byly postulovány v době studené války: prvního světa kapitalistických států, druhého světa socialistických zemí a třetího světa rozvojových zemí. Příslušníci národů čtvrtého světa se zpravidla živí jako lovci a sběrači. Pojem „čtvrtý svět“ může splývat s pojmem přírodní národy.
Pojem vytvořil tanzanský sekretář Commonwealthu Mbuto Milando při rozhovoru s Georgem Manuelem, vůdcem National Indian Brotherhood, dnešním Assembly of First Nations (AFN; Shromáždění prvních národů). Milando prohlásil: „Když budou domorodé národy samy sebou na základě vlastní kultury a tradice, budou čtvrtým světem.“

## Stupně rozvoje
| - První svět |  | - Druhý svět |  | - Třetí svět |  | - Čtvrtý svět |